# درگذشته‌ها در ۲۰۰۹
آنچه در پی می‌آید فهرست افراد سرشناسی است که در سال ۲۰۰۹ درگذشته‌اند. نام‌ها بر اساس فهرست الفبایی نام خانوادگی افراد مرتب شده‌اند.
نام اشخاص را به صورت زیر اضافه کنید:
- نام، سن، کشور و دلیل سرشناسی، علت مرگ

## ژانویه
- ۳۰ ژانویه - صفر ایرانپاک، ۶۱، بازیکن پیشین تیم ملی و باشگاه پیروزی بر اثر ابتلا به سرطان ریه در استکهلم سوئد درگذشت.[۱]
- ۳۰ ژانویه - عبدالمحمد نظام الاسلامی، ۵۵، نماینده شهرستان بروجرد و اشترینان در مجلس ششم شورای اسلامی بر اثر عارضه قلبی در خانه‌اش در تهران در گذشت.

## فوریه
- ۲ فوریه - عزت‌الله نگهبان، ۸۲، باستان‌شناس معروف ایرانی پس از مدتها بیماری در آمریکا درگذشت.

## مارس
- ۲۱ مارس - خدیجه ثقفی، ۹۶، همسر سید روح‌الله خمینی در بیمارستان خاتم‌الانبیا تهران در گذشت.[۲]

## مه
- ۱ مه - دلارا دارابی، ۲۲، دختری ایرانی بود که به جرم ارتکاب قتل عمد در سن ۱۷ سالگی، در زندان لاکان رشت اعدام شد.
- ۱۵ مه - محمدامین ریاحی، ۸۶، ادیب، مورخ، محقق و نویسنده معاصر ایرانی در تهران درگذشت.
- ۱۷ مه - محمدتقی بهجت فومنی، ۹۶، از مراجع شیعه بود. به علت سکتهٔ مغزی در قم درگذشت.

## ژوئن
- ۲۰ ژوئن - ندا آقاسلطان، ۲۶، یکی از معترضان به نتایج انتخابات ۲۲ خرداد ۱۳۸۸ بود که در محلهٔ امیرآباد تهران به ضرب گلوله کشته شد.
- ۲۵ ژوئن - مایکل جکسون، ۵۰، سرگرمی‌ساز، هنرمند و فعال برجستهٔ حقوق بشر اهل آمریکا، ایست قلبی او توسط پزشکی قانونی قتل معرفی گردید.
- ۲۹ ژوئن - محمد حقوقی، ۷۲، شاعر و منتقد ادبی ایرانی در اصفهان درگذشت.

## ژوئیه
- ۶ ژوئیه - واسیلی آکسینوف، ۷۷، نویسنده روسی، سکته قلبی،
- ۶ ژوئیه - سیف‌الله داد در سن ۵۴ سالگی بر اثر سکته قلبی در تهران در گذشت.

## اوت
- ۱۱ اوت - بهجت صدر، ۸۵، نقاش ایرانی در جنوب فرانسه درگذشت.[۳]

## سپتامبر
- ۲۱ سپتامبر - پرویز مشکاتیان، ۵۴، نوازنده ایرانی، در سن ۵۴ سالگی بر اثر نارسایی قلبی در خانه‌اش در تهران درگذشت.

## نوامبر
- ۹ نوامبر - مهدی سحابی، ۶۶ سال، نقاش، مجسمه‌ساز، نویسنده، عکاس و مترجم ایرانی.[۴]
- ۱۰ نوامبر - رامین پوراندرزجانی، ۲۶ سال، پزشک بازداشتگاه کهریزک بود که به‌طور مشکوکی در ساختمان بهداری نیروی انتظامی تهران درگذشت.
- ۱۱ نوامبر - احسان فتاحیان، ۲۸ سال، فعال سیاسی کرد ایرانی بود که ۳۸۸ در سنندج اعدام شد.[۵]
- ۱۷ نوامبر - نیکو خردمند، ۷۷ سال، گوینده و بازیگر ایرانی در بیمارستان ابن سینای تهران درگذشت.
- ۲۲ نوامبر - علی کردان، ۵۱ سال، به علت ابتلا به بیماری کبد، ریه، خون و مغز، و در آخر به آنفلوآنزای نوع A، در بیمارستان مسیح دانشوری در گذشت.

## دسامبر
- ۹ دسامبر - فرامرز پایور، ۷۷، استاد برجستهٔ موسیقی ایرانی، آهنگ‌ساز و نوازنده سرشناس سنتور، در بیمارستان شهید باهنر اقدسیه تهران به علت ایست قلبی و مشکل تنفسی درگذشت.[۶]
- ۱۹ دسامبر - آیت‌الله العظمی حسینعلی منتظری، ۸۷، مرجع تقلید شیعه، از رهبران انقلاب ایران در سال ۱۳۵۷، در منزلش در قم ایران در گذشت.
- ۲۷ دسامبر - سید علی حبیبی موسوی، ۴۳، خواهرزاده میرحسین موسوی، در جریان تظاهرات جنبش سبز در عاشورای ۱۳۸۸ تهران به ضرب گلوله کشته‌شد.